# Confrontos em Ataye em 2021
Os confrontos em Ataye em 2021 foram dois episódios de violência étnica em grande escala que mataram centenas na cidade de Ataye e seus arredores, levando a quase um quarto da cidade sendo destruída e centenas de milhares deslocados.

## Antecedentes
O conflito entre os povos oromos e amharas remontam a centenas de anos, mais recentemente na forma do conflito civil etíope. Os confrontos eclodiram na região em abril de 2019, com a violência sendo suprimida pelas tropas da Força de Defesa Nacional da Etiópia.

## Confrontos de março
Em 18 de março de 2021, confrontos ocorreram na cidade de Ataye iniciando quando as forças especiais de Amhara atiraram em uma pessoa nos degraus da mesquita da cidade. Os confrontos rapidamente se espalharam com as milícias oromo e amhara combatendo entre si, alastraram-se através da zona rural e posteriormente chegaram à cidade de Kamisee, onde mais danos foram causados. Em uma investida, multidões de pessoas atacaram uma ambulância proveniente de Ataye em Shewa Robit, matando doze pessoas em 21 de março. Os confrontos continuaram por duas semanas, levando à morte de 303 pessoas e 269 feridas, além de 1.539 casas incendiadas. 50.000 pessoas foram deslocadas durante o conflito.

## Confrontos de abril
Em 16 de abril, confrontos eclodiram desta vez centrados na cidade de Ataye, centenas de pessoas foram mortas. Forças suspeitas do Exército de Libertação Oromo vestindo uniformes das forças armadas pelejaram com as forças regionais de Amhara, levando à morte de pelo menos catorze deles. Os confrontos continuariam, com assassinatos em massa e massacres de porta em porta também sendo comuns. No final dos confrontos, cerca de 281 pessoas foram mortas e 197 feridas em Ataye. 3.073 edifícios foram destruídos, constituindo quase um quarto de todas as casas na cidade, e cerca de 328.000 pessoas foram deslocadas devido ao conflito.

## Reações
Protestos ocorreram em Amhara em resposta aos confrontos étnicos em Ataye e ao ataque ao povo amhara. As manifestações eclodiram em 19 de abril nas cidades de Bahir Dar, Weldiya, Finote Selam, Dessie, Debre Berhan e Debre Marqos.

## Esforços de ajuda
Com danos estimados em 32.700.000 dólares americanos para a cidade de Ataye, a tarefa de reconstrução é considerada enorme. Os esforços humanitários começaram quase imediatamente com o UNICEF e a Agência Sueca de Cooperação para o Desenvolvimento Internacional fornecendo subsídios em dinheiro para as pessoas que perderam suas casas durante o conflito. A prioridade foi dada às mães, idosos e deficientes. As pessoas receberam 35 dólares americanos para cada membro de sua família. No total, 41.000 dólares americanos foram dados para iniciar o processo de reconstrução.